# فدیر بوهاتیرچوک
فدیر بوهاتیرچوک (اوکراینی: Федір Парфенович Богатирчук؛ ۲۷ نوامبر ۱۸۹۲ – ۴ سپتامبر ۱۹۸۴) شطرنج‌باز، و نویسنده اهل اتحاد جماهیر شوروی سوسیالیستی بود.